# Johan Christian Ryge
Johan Christian Ryge, kendt som Dr. Ryge (8. februar 1780 i København – 29. juni 1842 smst) var dansk læge og skuespiller. Han vandt sig et blivende navn som en af de ypperste fremstillere af Oehlenschlägers helteskikkelser, men han kunne også spille komiske roller. Christian Winther hentyder hertil i det vers han skrev ved Dr. Ryges død:
Han var en Drot i Kunstens Rige.
Hans Herredom sig strakte lige
Fra 'Hakon Jarl' og ned til 'Saft'.
Lod han os le, lod han os græde,
Da var det Kunst, vi saa fremtræde
I Pagt med Sandhed, Vid og Kraft.
Dr. Ryge blev begravet på Korsurtegården ved Holmens Kirke i København.